# 아브라함 벤루비

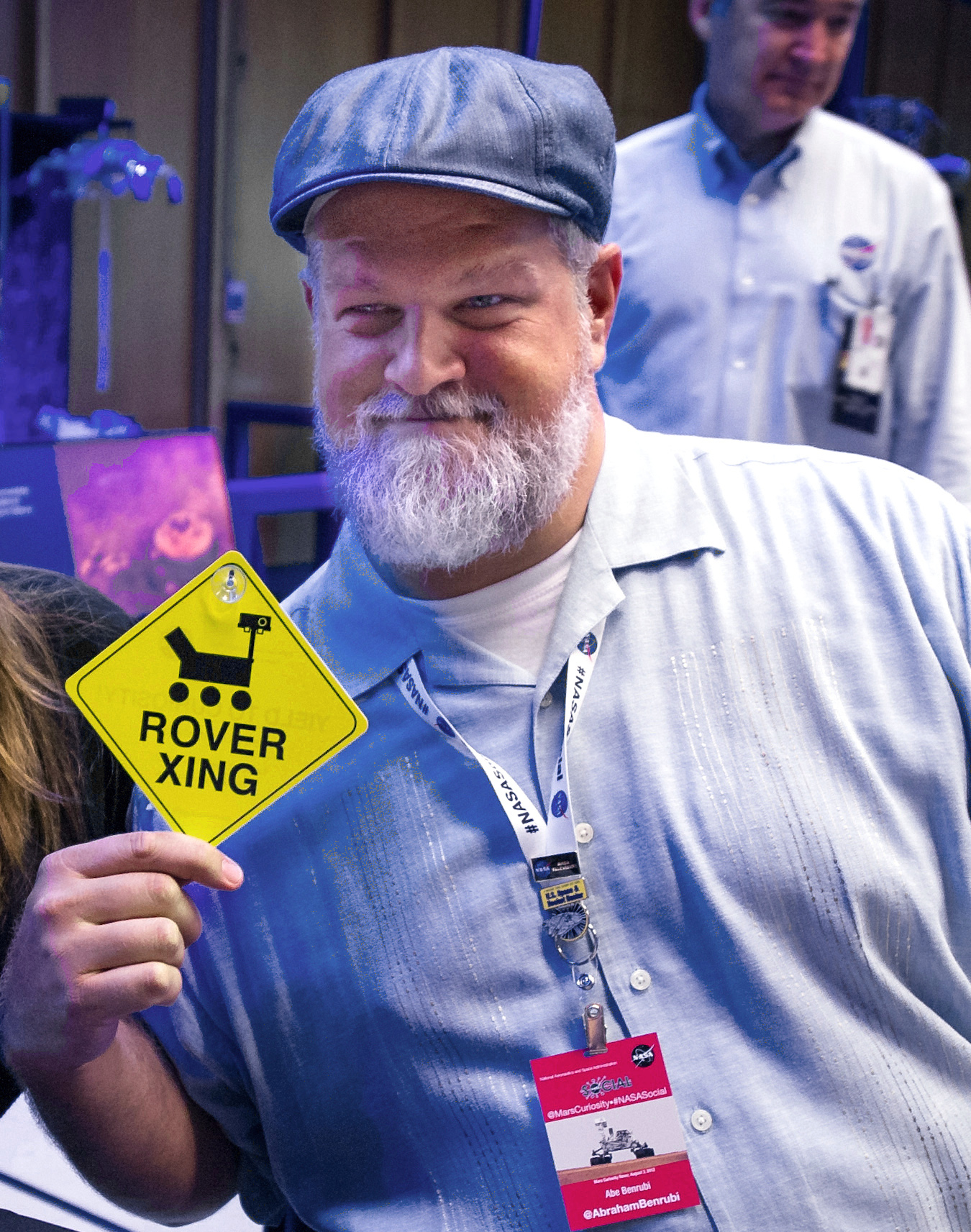

에이브러햄 벤루비(Abraham Benrubi, 1969년 10월 4일 ~ )는 미국의 배우, 성우이다.
인디애나폴리스에서 태어났다.

## 출연 작품

### 영화
- 다이빙 인 (1990, Diving In)
- Crossing the Bridge (1992)
- 프로그램 (1993)
- 쉐도우 (1994)
- 못말리는 포장마차 (1994, Wagons East)
- 에이리언의 위장 침투 (1995, Out There)
- 매직 아일랜드 (1995, Magic Island)
- 트위스터 (1996) - 부바 역
- 조지 오브 정글 (1997) - 테오 역
- 유 턴 (1997)
- 언더 오스 (1997, Under Oath) - 제프 역
- 야러그래츠 (1998) - 애니메이션
- I Woke Up Early the Day I Died (1998)
- 죽음의 가상 현실 (1998, Tempting Fate)
- 보더 투 보더 (1998, Border to Border)
- 그 남자는 거기 없었다 (2001)
- 지그재그 (2002, Zig Zag) - 헥터 역
- 오픈 레인지 (2003) - 모스 해리슨 역
- 위드아웃 어 패들 (2004)
- 미스 에이전트 2: 라스베가스 잠입사건 (2005) - 루 스틸 역
- 리스트커터스 - 러브 스토리 (2006)
- 샬롯의 거미줄 (2006) - 목소리
- 캘빈 마샬 (2009, Calvin Marshall)
- 라스베가스 습격작전 (2010, Venus & Vegas)
- 다크 캐년 (2012, Ambush at Dark Canyon) - 가렛 케인 역
- 바운티 킬러 (2013) - 짐보 역
- 어 컨트리 크리스마스 (2013, A Country Christmas)
- 스턱 (2014, #Stuck)
- 빅 히어로 (2014) - 제너럴 역 (애니메이션)
- 블랙아웃 (2014, The Blackout) - 빌리 역
- 리틀 보이 (2015) - 티컵 역
- 파이니스트 아워 (2016)
- 더 벨코 익스페리먼트 (2016) - 쳇 밸린코트 역
- 하트, 베이비 (2017, Heart, Baby)

### 텔레비전
- 못말리는 번디 가족 (1991-93)
- ER (1994-2009) - 제리 마코빅 역
- 뱀파이어 해결사 (2001-02)
- 로봇 치킨 (2005-18) - 목소리
- 멘 인 트리스 (2006-08, Men in Trees)
- 로봇 치킨: 스타 워즈 (2007, Robot Chicken: Star Wars)
- 로봇 치킨: 스타 워즈 에피소드 2 (2008, Robot Chicken: Star Wars Episode II)
- 로봇 치킨: 스타 워즈 에피소드 3 (2010, Robot Chicken: Star Wars Episode III)
- Happy Town (2010)
- 멤피스 비트 (2010, Memphis Beat)
- 더 브릿지: 조각 살인마 (2014)